# Slag bij Asculum (279 v.Chr.)
De Slag bij Asculum was een veldslag tussen het Griekse invasieleger van koning Pyrrhus van Epirus en de Romeinse Republiek. Het Romeinse leger bestond uit de legers van twee consuls:  Publius Decius Mus en Publius Sulpicius Saverrio. Deze veldslag in 279 v.Chr. maakte deel uit van de Pyrrische Oorlog, waarmee Pyrrhus trachtte om de Griekse koloniën in het zuiden van Italië (vooral Tarente) uit Romeinse handen te houden.

## Achtergrond
Bij de Slag bij Heraclea heeft Pyrrhus weliswaar grote verliezen geleden, maar zijn roem was zo versterkt, dat de Lucaniërs, de Samnieten en andere Italische volkeren zich bij hem aansloten. Hierna rukte hij op naar het noorden, naar Rome, zodat de Romeinen geïntimideerd zouden worden door zijn machtsvertoon. Dit maakte echter geen indruk op hen. Zij wisten immers dat Pyrrhus nooit een belegering zou durven aangaan. Ze maakten twee consulaire legers klaar om hem te verslaan. Pyrrhus stootte op dit leger bij Asculum.

## De slag
Pyrrhus moest de Romeinen bevechten op ruw terrein, wat zeer in het voordeel was voor de Romeinen, aangezien Pyrrhus' logge falanx zo snel gaten zou kunnen laten vallen. De Romeinen hadden een veel flexibeler leger en ze begonnen een priktactiek toe te passen. Door goed te manoeuvreren weet Pyrrhus de bossen in zijn bezit te brengen waardoor hij een slag op de vlakte kan forceren. Het hoofdleger komt tot een treffen, de legioensoldaten en de falanx botsen op elkaar. De Romeinen hebben het erg moeilijk tegen deze haag van sarissa's. Ondertussen toont Pyrrhus zijn moed en mengt zich in de strijd. Hierbij raakt hij wel gewond door een werpspies. Nu chargeren ook de olifanten met Pyrrhus' lichte troepen. Zij weten de Romeinen terug te drijven in hun legerkamp. Omdat Pyrrhus nu niets meer kan doen, besluit hij tot de terugtocht.

## Nasleep
Na deze pyrrusoverwinning was Pyrrhus' leger nog maar eens geslonken, in tegenstelling tot de Romeinen kon hij geen nieuwe troepen rekruteren in dit gebied. Na deze slag trok Pyrrhus naar Sicilië om de Griekse koloniën die door Carthago werden bedreigd te beschermen.

## Antieke bronnen
- Plutarchus, Pyrrhus 21.5-8.
- Cassius Dio, X 5.
- Dionysius van Halicarnassus, Antiquitates Romanae XX 1-3.
- Titus Livius, Ab Urbe condita XXXV 14.
- Polybius, Historiae .
- Sextus Julius Frontinus, Strategemata II 3.21.
- Zonaras, VIII 5.

Oorlogen van de Romeinse Republiek
· Romeins-Etruskische Oorlogen
· Romeins-Aequische Oorlogen
· Latijnse Oorlog
· Romeins-Hernicische Oorlogen
· Romeins-Volscische Oorlogen
· Samnitische oorlogen (Eerste, Tweede, Derde)
· Pyrrhische Oorlog
· Punische oorlogen (Eerste, Tweede, Derde)
· Illyrische Oorlogen (Eerste, Tweede, Derde)
· Macedonische Oorlogen (Eerste, Tweede, Derde, Vierde)
· Romeins-Seleucidische Oorlog
· Aetolische Oorlog
· Galatische Oorlog
· Romeinse Verovering van Hispania (Eerste Celtiberische Oorlog, Lusitanische Oorlog, Numantische Oorlog, Sertorische Oorlog, Cantabrische Oorlogen)
· Achaeïsche Oorlog
· Oorlog tegen Jugurtha
· Cimbrische Oorlog
· Servilische Oorlogen (Eerste, Tweede, Derde)
· Bondgenotenoorlog
· Sulla's Burgeroorlogen (Eerste, Tweede)
· Mithridatische oorlogen (Eerste, Tweede, Derde)
· Gallische Oorlog
· Romeinse expedities naar Britannia
· Burgeroorlog tussen Pompeius en Caesar
· Einde van de Republiek (Slag bij Mutina, Burgeroorlog tegen Brutus en Cassius, Siciliaanse Opstand, Perusiaanse Oorlog, Burgeroorlog tussen Antonius en Octavianus)
Oorlogen van het Romeinse Keizerrijk
· Germaanse Oorlogen (Teutoburgerwoud, Marcomannenoorlog, Alemannische Oorlogen, Gotische Oorlog, Visigotische Oorlogen)
· Romeinse verovering van Britannia
· Boudicca
· Armenische Oorlog
· Vierkeizerjaar
· Joodse Oorlog
· Romeins-Parthische Oorlog
· Romeins-Perzische oorlogen
· Burgeroorlogen van de derde eeuw
. Gotische oorlog (376-382)
. Gotische opstand van Alarik I
. Gildonische opstand
. Gotische oorlog (402-403)
. Pictische oorlog van Stilicho
. Oorlog van Heraclianus
. Oorlog van Radegaisus
. Rijnoversteek
. Romeinse Burgeroorlog 427-429
· Val van het West-Romeinse Rijk